# Woold

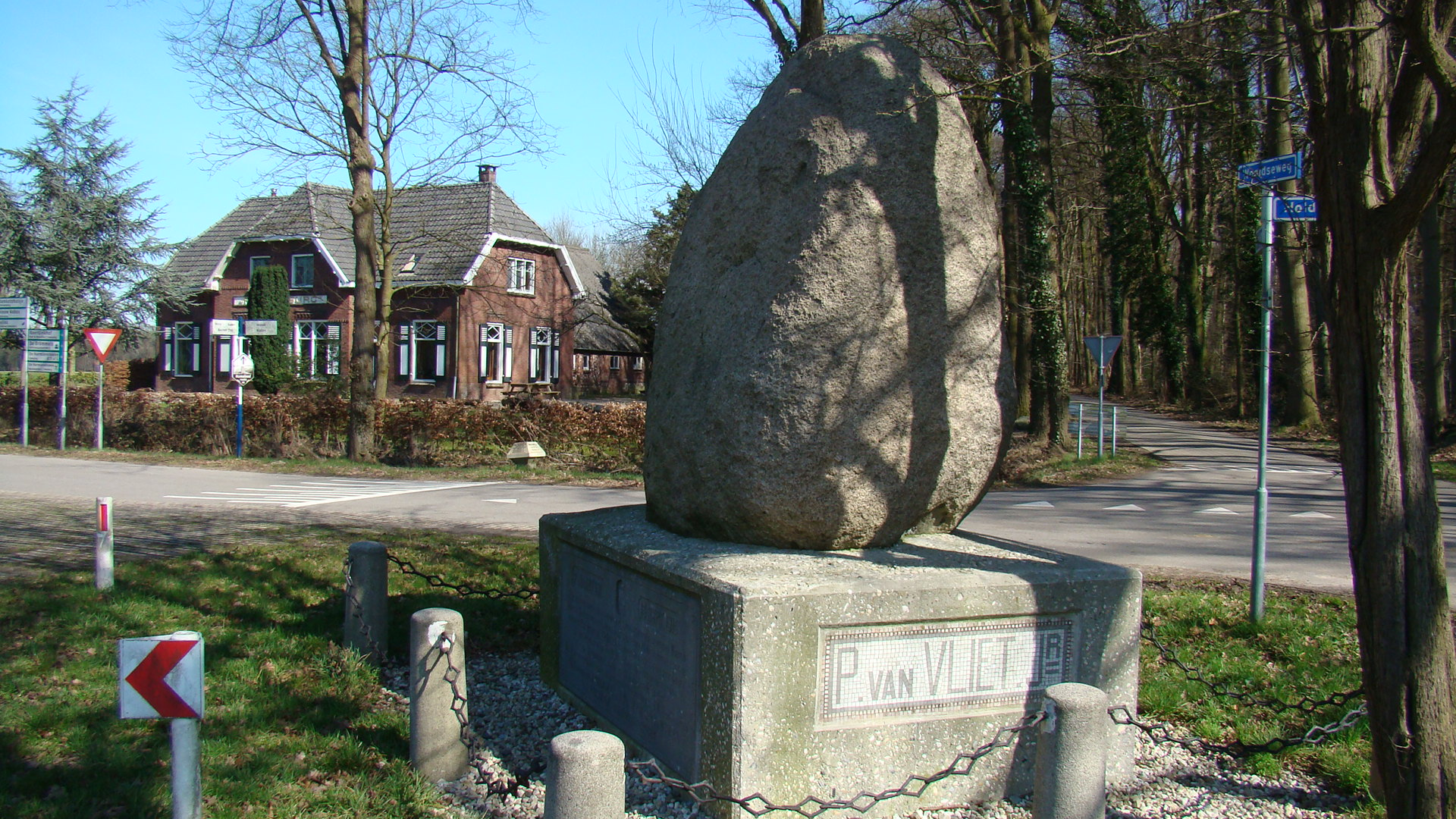
Grote Steen te Woold

Woold, ook wel Het Woold of  't Woold, is een buurtschap in de gemeente Winterswijk, in de Nederlandse provincie Gelderland. Het Woold kende op 1 januari 2023 905 inwoners, verdeeld over ruim 24 km². Het postadres wordt geschreven als Winterswijk-Woold. Pas laat in de 20ste eeuw kregen de wegen en straten van het Woold en de andere Winterswijkse buurtschappen namen. Daarvoor had Woold de letter K met daarbij een huisnummer.
Woold ligt ten zuidoosten van Winterswijk, in een bosrijk gebied tegen de grens met Duitsland. Door de buurtschap loopt de weg die direct van Winterswijk naar de stad Bocholt in Duitsland leidt. In het Woold is er geen echte ruilverkaveling geweest, waardoor de boeren nog veel kleinere percelen hebben. Ook zijn hierdoor restanten van landweren en de Ruitenburgerschans, een ringwal bewaard gebleven. Naast bos en landbouw kent het Woold ook een veengebied: het Wooldse Veen.
De buurtschap kent een sterk verenigingsleven, belangrijke voorzieningen zijn er ook te vinden zoals een basisschool, twee café-restaurants en een camping. Ook staat er de Berenschot, een watermolen uit 1652.

## In de Tweede Wereldoorlog
In het najaar van 1939 meldden bewoners van Woold dat ze meerdere vliegtuigen gezien hadden in de lucht die zich nogal verdacht gedroegen. Het politieonderzoek dat volgde leverde niets op maar het waren meer dan waarschijnlijk verkenningstoestellen van de Luftwaffe, die na hun verkenning weer waren teruggekeerd naar hun basis. Ze hadden waarschijnlijk ook de tankvallen en het grenswachtbataljon in het naast gelegen buurtschap Kotten verkend. Op 30 maart 1945 heeft in hier de Tankslag in het Woold plaatsgevonden tijdens de bevrijding van de Duitse bezetting in Nederland.